# Boss DSD-3 Digital Sampler/Delay
Boss DSD-3 Digital Sampler/Delay är en effektpedal för gitarr, tillverkad av Roland Corporation under varumärket Boss mellan 1986 och 1988. Pedalen tillverkades i Japan.

## Historia
Boss DSD-3 Digital Sampler/Delay var snarlik föregångaren Boss DD-2 Digital Delay, men hade dessutom en inbyggd sampler. Pedalen saknade dessutom stereoutgångar. Boss DSD-3 var i stort sett identisk med föregångaren Boss DSD-2 Digital Sampler/Delay. På grund av att priset på halvledare sänktes 1986, var det möjligt att tillverka pedalen mycket billigare. Då det inte ansågs bra att sänka priset på den dåvarande DSD-2, fick pedalen istället namnet DSD-3, och pedalens utseende gjordes om något.
Boss DSD-3 Digital Sampler/Delay är en av de mest kortlivade pedalerna från Boss, då den endast tillverkades mellan augusti 1986 och december 1988.